# Ozero Blagodatnoe
Ozero Blagodatnoe (englische Transkription von russisch Озеро Благодатное Osero Blagodatnoje, deutsch ‚Gnädiger See‘) ist ein See im ostantarktischen Enderbyland. In den Thala Hills liegt er 5 km östlich der russischen Molodjoschnaja-Station am Kap Blisnezow.
Russische Wissenschaftler nahmen seine Benennung vor. Der weitere Benennungshintergrund ist nicht hinterlegt.